# Praga Khan

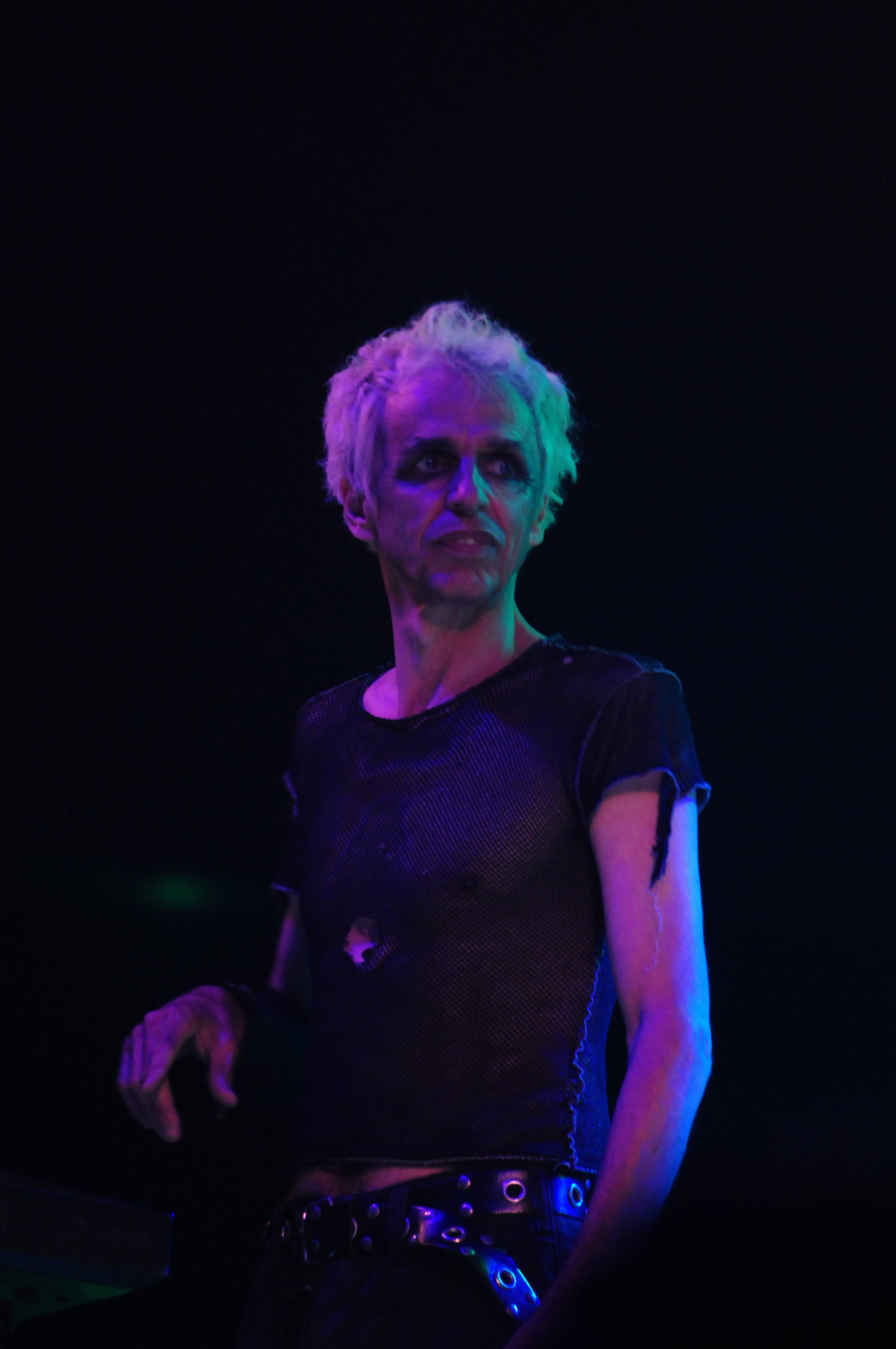
Praga Khan (2013)

Praga Khan, właśc. Maurice Engelen – belgijski muzyk techno, jeden z pionierów acid house/rave.

## Dyskografia

### Albumy studyjne
- 1993 – A Spoonful of Miracle
- 1996 – Conquers Your Love
- 1998 – Pragamatic
- 2000 – Mutant Funk
- 2002 – Freakazoids
- 2004 – Electric Religion
- 2006 – Soundscraper

### Albumy z remiksami
- 1999 – 21st Century Skinned
- 2001 – Mixed Up

### Albumy kompilacyjne
- 2003 – Khantastic
- 2005 – Essential
- 2010 – Alle 40 Goed

### Ścieżki dźwiękowe
- 2001 – Falling
- 2003 – Not Strictly Rubens

### Single
- „Bula Bula” (House Records, 1988)
- „Out of Conrol” (Beatbox, 1989)
- „Rave Alarm” (Beatbox, 1991)
- „Free Your Body” (Sonic Records, 1992)
- „Injected with a Poison” (Beatbox, 1992)
- „Rave Alert” (Beatbox, 1993)
- „A Spoonful of Miracle” (RCA, Avex, 1993)
- „Phantasia Forever” (RCA, 1993)
- „Begin to Move” (Avex, 1994)
- „Gun Buck” (Jive, 1995)
- „Love Me Baby” (Never Records, 1996)
- „Jazz Trippin” (Never Records, 1996)
- „Injected with a Poison” ‘98 Remixes (Never Records, 1998)
- „Lonely” (Antler-Subway, 1999)
- „Luv U Still” (Antler-Subway, 1999)
- „Breakfast in Vegas” (Antler-Subway, 1999)
- „Visions & Imaginations” (Antler-Subway, 1999)
- „The Power of the Flower” (Antler-Subway, 2000)
- „Love” (Antler-Subway, 2000)
- „Sayonara Greetings” (Antler-Subway,